# Obraz utajony
Obraz utajony – obraz, który powstaje po naświetleniu błony fotograficznej (filmu), ale nie jest jeszcze wywołany; jest niewidoczny gołym okiem. Po wywołaniu filmu obszary, które były naświetlone, stają się widoczne i tworzą obraz jawny.